# 餅

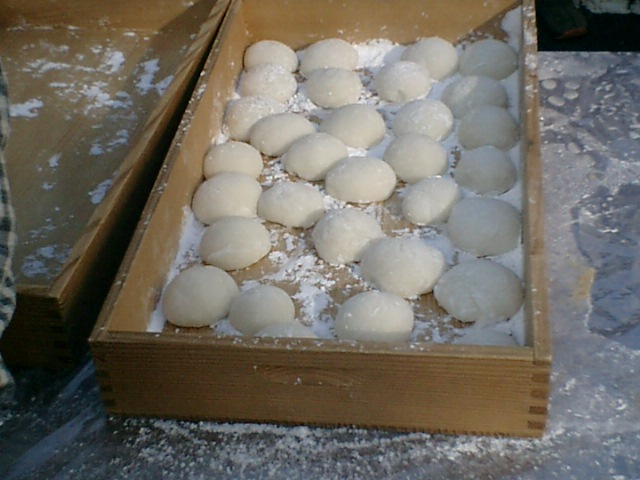
丸餅

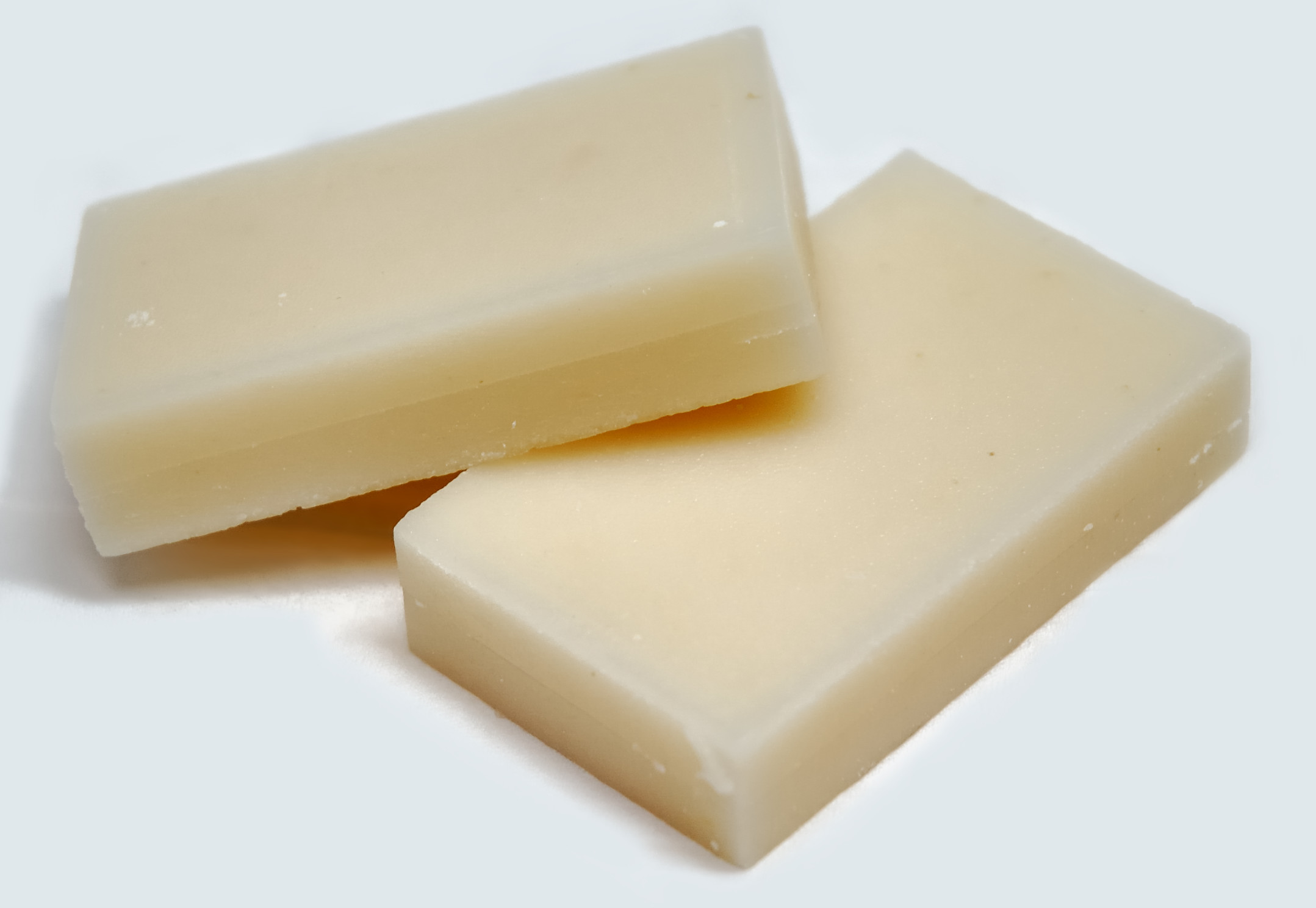
角餅（切り餅）

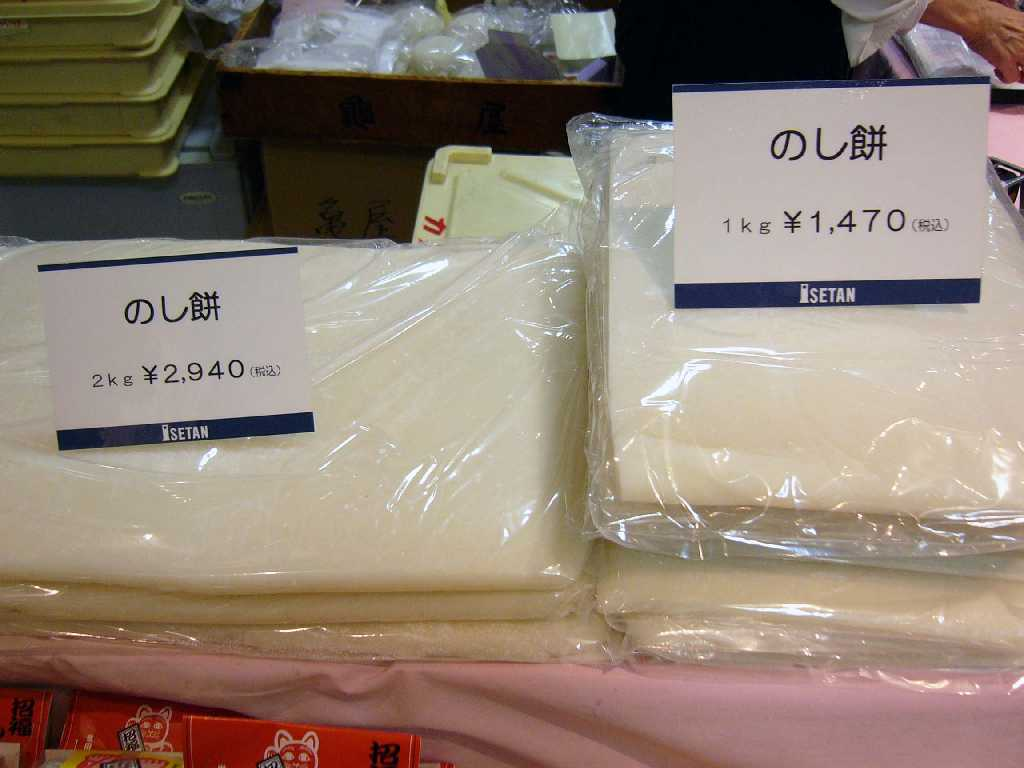
のし餅

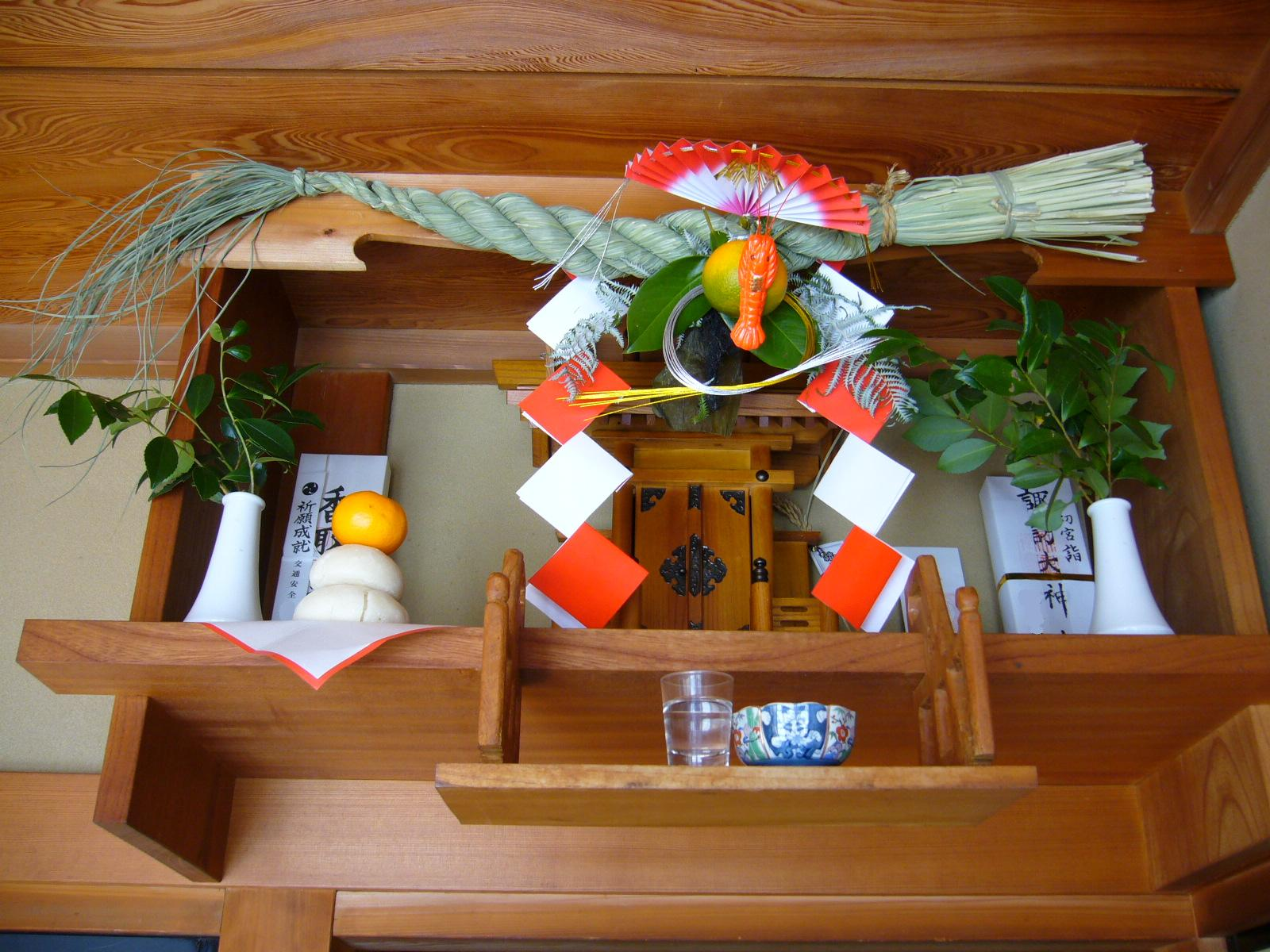
鏡餅

餅（もち）、モチ、もちとは、もち米を加工して作る食品。丁寧語でお餅、おもちとも。
また広義には、もち米以外の穀類で作るものをもいい、さらにそれ以外の材料（寒天など）を用いた食品についても「餅」と称する場合もある。本項ではこれらについても述べる。

## 概要
「餅」という名で呼ばれるものには、粒状のもち米を蒸して杵で搗いた搗き餅（つきもち）と、穀物（うるち米、アワ、キビなど）の粉に湯を加えて練り、蒸しあげた練り餅（ねりもち）の二種類に大別される。沖縄県を除く日本で「餅」といえば一般にもち米からなる搗き餅を指し、練り餅は「団子」と区別されることが多い。

日本の餅は様々な形で食べられる。形・大きさの違いのほか、もち米と一緒に搗き合わせる食材、つけて食べる調味料も多彩で、餅料理も雑煮など伝統的な和食だけでなく、洋食やデザートにも使われることもある。
日本国内での餅製造の大手企業としては、新潟県のサトウ食品株式会社、越後製菓株式会社などがある。製造方法が単純なことから、さまざま場所で製造販売されている。
フランスやアメリカなどの欧米の一部でも日本語のモチを由来とした「MOCHI」が販売されているが、日本の餅とは異なり求肥等で作られた薄皮でアイスクリームを包んだものを指すことが多い。

## 字と文化
イネ科の植物の果実である穎果は小粒で、1つ1つが籾に包まれ、さらに加熱加工しにくい果皮が包み、これらの除去を大量に行う必要がある。このため、食用とするには技術と手間がかかる。これは穀物を杵などで叩く（「搗（つ）く」という）ことで除くことができる。人類史上、このような加工の初期段階では、コメにおいてもおそらく他のイネ科の穀類と同様に粉状にし、水とともに練ってそのまま食したと考えられる。やがてコメの煮炊きが始まり、さらにコメは小麦や大麦などよりも吸水性がよいことから粒食が発達することになるが、原始の形のコメの食法は神饌として残り、日本ではこれを「粢（しとぎ）」と言った。
日本語の「モチ」は平安時代中期に成立した『和名類聚抄』に「毛知比（もちい）」とあり、時代が下って江戸時代の『本朝食鑑』には「餅 毛知（もち）と訓む 昔は毛知比と訓んだ」とあり、遅くとも『本朝食鑑』の成立した17世紀には「もち」と呼ばれるようになった。「モチ」の語源としては以下のようなものがある。
- 「モチイヒ（糯飯）」から来た[5]。
- 平安時代の女房詞では「カチン」と呼ばれ、これは「カチイイ」から来た[5]。
- 粘り気を表す「ムチミ」という言葉から来た[5]。
- 満月を表す「望月」から来た[5]。

日本では正月の祝いとして食べることが多いが、旧仙台藩領内の北部（宮城県北部から岩手県南部）では正月以外にも餅を食べる習慣があり、多彩な餅料理がある。例として一関市には近年の創作料理を含めて300種類を超える餅料理がある。
中華文明圏において、「餅（ピン）」は主に小麦粉から作る麺などの粉料理（麺餅）全般を指す。焼餅、湯餅（饂飩・雲呑・餃子の原型）、蒸餅（焼売・饅頭の原型）、油餅などに分類され、小麦以外の稗、粟、コメなどの粉から作るものは「餌（アル）」と呼んで区別があった。「餌」を蒸した「餻（カオ）」、小さいものを「円（ユワン）」、他の食材を包んだ「団（トワン）」、日本で知られる飯粒を搗いたいわゆる餅は「餈（ツー）」と呼んだという。日本ではこの「餈」に相当するものが他の食材と合わせて多様な「餅」に発展した。
日本が統治していた歴史がある台湾では、日本語の「もち」を音訳し、台湾語でmôa-chî（モワチー）と呼び、それに「麻糍」・「麻糬」などの漢字を当てる。客家や一部の菓子店に搗き餅の伝統を残しているが、一般的には練り餅が主流で、どちらも「麻糬」と呼ぶ。近年、台湾風の「麻糬」を中国大陸の方でも売るようになってきている。また朝鮮では「떡（トック）」と呼び、東アジア圏では現在も節会や縁起、祝賀行事など特別な節目に饗されることが多い。

## つき餅（搗き餅）
日本ではもち米を用いて作る餅が一般的である。製法は、まずもち米を研いでから十分に水に浸しておいた後に、水気を切り、蒸し布で包んで蒸籠等で蒸す。次に、蒸したもち米を杵と臼で米粒の形がなくなるまでつき、下記の「主な餅の種類」に記載される形状に成形する。食べ方は、雑煮にしたり、餡やきな粉、しょうゆや海苔をつけたりして食べる。餅自体によもぎをまぜることもある（草餅）。島根県では、通常の粒状のもち米から作る餅に加え、粒状のもち米と米粉を一緒に蒸して搗く、練り餅との折衷のような餅を作る場所がある（松江市宍道湖畔ではふきもち（粉もち）、仁多郡旧横田町（現奥出雲町)では粉もち、邑智郡旧大和村（現美郷町）ではてんこもち、隠岐諸島島前ではふくもちと呼ぶ。てんこもちには粒状のうるち米とヨモギも加える）。旧美濃郡匹見町（現益田市）のよもぎもちもまた、普段食べるものは米粉を混ぜて作る。旧簸川郡斐川町（現出雲市）と隠岐郡旧五箇村（現隠岐の島町）など隠岐諸島で作られるふきもちは、米粉のみを蒸すか（旧斐川町）茹でて（隠岐諸島）臼や（旧斐川町）こね鉢で（隠岐諸島）搗いて作られる。隠岐諸島のふきもちは中に小豆や栗の餡を入れる。中国の広東省、福建省、江西省などや台湾に住む客家や湖南省西部の漢族や貴州省、ラオスなどのミャオ族（モン族）などには杵と臼で作るつき餅がまだ残っている。餅つきは中国語で「打糍粑」（ダーツーバー、dǎ cíbā）と称し、親戚や近所の人が集まって行う行事となっている。
この他に、蒸したもち米を使うものとして、中国にはもち米を底の浅い器に敷き込み押し固め、半分潰したようにするものもあり、「糯米糕」（ヌオミーガオ nuòmǐgāo）、「糯米糍」（ヌオミーツー nuòmǐcí）などと呼んでいる。加工法としてはぼた餅（お萩、半殺し）に近い。いずれも「餅」という字を用いないのは、「餅」は主に小麦粉を使って円盤状に加工した食品を指すためである。
日本では家庭用の餅つき機が販売されており、羽根で叩きながら練る構造のものが多いが、練り餅よりもつき餅として認識されることが多い。大規模な工場の餅つき機では、杵と臼を備えた構造のものもある。

### 歴史

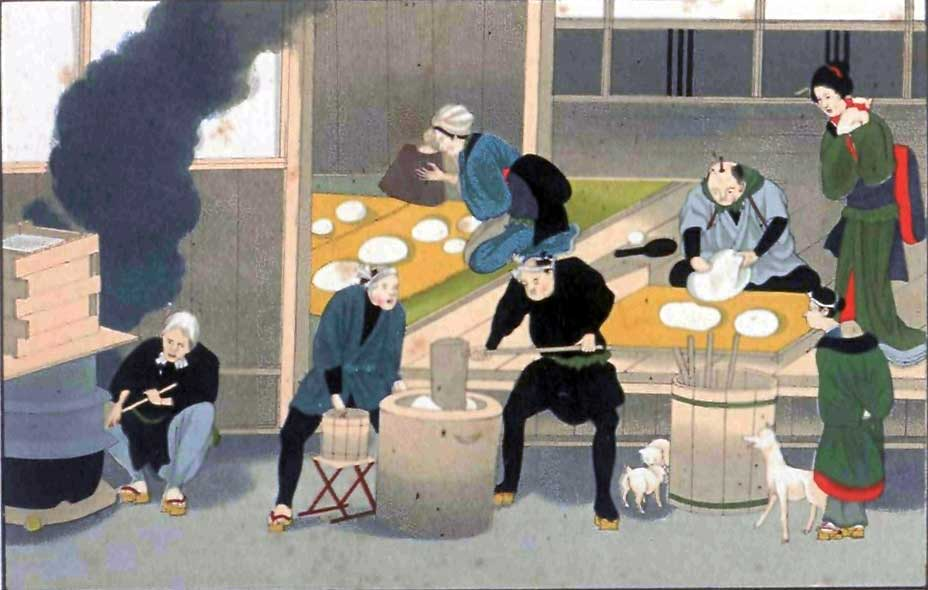
餅つき、『日本の礼儀と習慣のスケッチ』より、1867年出版

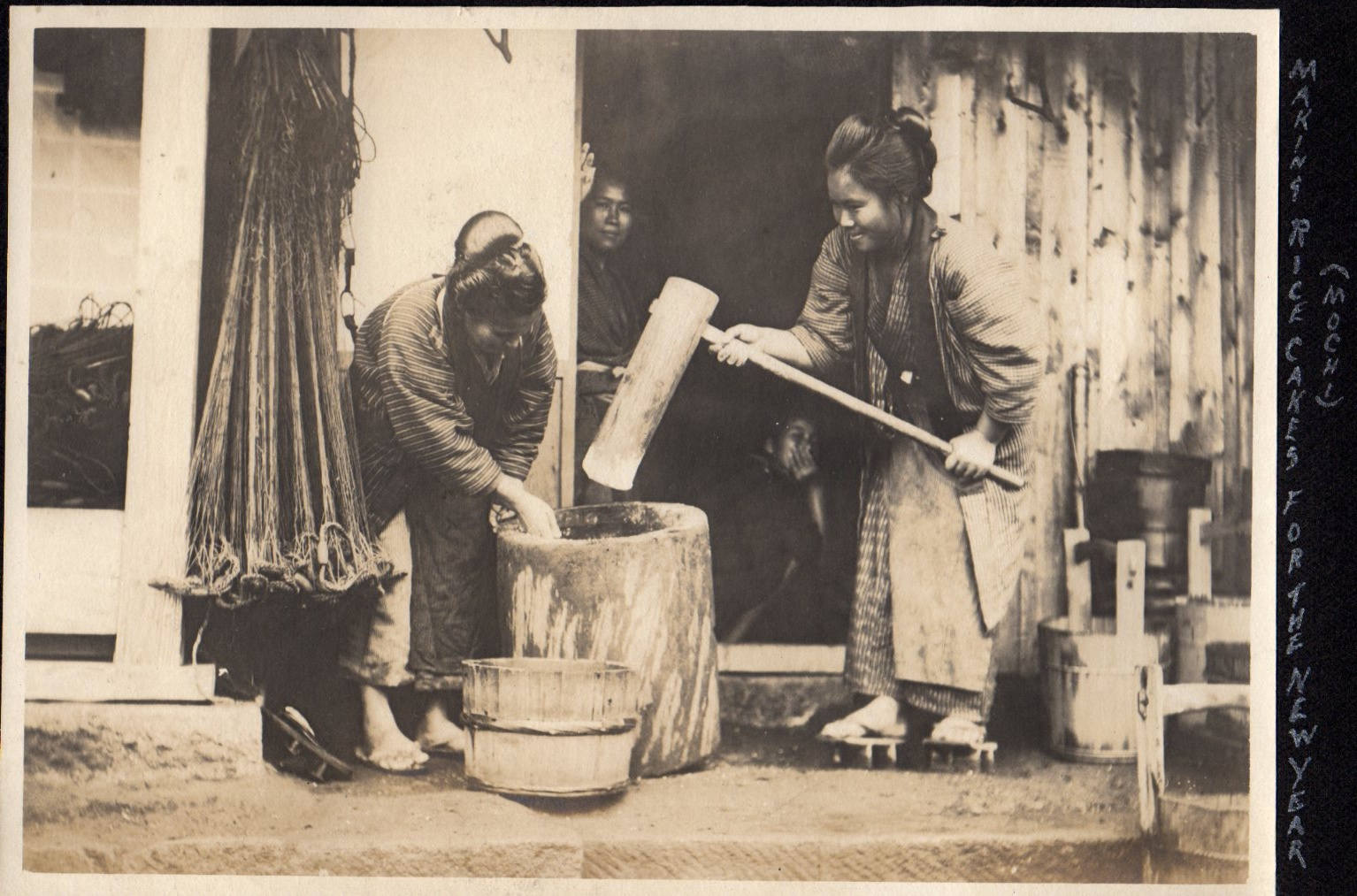
餅つきの様子（1914年）

古来から日本では、稲作信仰というものがあり、特に平安時代から朝廷に推奨され、顕著になった。これが現在でも受け継がれ、正月などのハレの日の行事には欠かせない縁起物の食材となっている。このため、米などの稲系のもので作った餅が簡便で作りやすく加工しやすいことと相俟って、多様なつき餅の食文化を形成している。
考古学の分野では、間壁葭子が古墳時代後半（6世紀頃）の土器の状況からこの頃に蒸し器の製作が社会的に普及したと判断し、日常的に蒸す調理による食品の種類が増し、米を蒸す事も多くなり、特に餅を作る事も多くなったと考えている。ただし、蒸し器の普及には地域差が見られ、佐原眞の『食の考古学』（1996年）によれば、6世紀時点の西日本では土器の状況から蒸す調理より煮炊き中心で、蒸す食物（餅も含む）はハレの時に用いられたとし、むしろ東日本の方が蒸す調理用土器が普及していたとしている。
日本における餅に関する記述として、『豊後国風土記』（8世紀前半）には次のような内容の話が語られている。富者が余った米で餅を作り、その餅を弓矢の的として用いて、米を粗末に扱った。的となった餅は白鳥（白色の鳥全般の意）となり飛び去り、その後、富者の田畑は荒廃し、家は没落したとされる。この記述は、白鳥信仰と稲作信仰の密接な繋がりを示す証拠として語られ続けている。また、この記述自体が古来から日本で白鳥を穀物の精霊として見る信仰があった事を物語っている。
正倉院文書には各種の餅についての記録が残り、大豆餅・小豆餅の他、胡麻油を用いた「煎餅」、飴を用いた「布留」など、この時点で多様化していることがわかる。菓子に当たる餅は「まがり」と呼ばれ、藤づるのような形の油で揚げた餅もある。『延喜式』（10世紀前半成立）では、塩・醤・未醤で味付けした「索餅（さくべい）」や米粉で作る「粉熟（ふんずく）」などが記されている（前同 p.252.）。
10世紀中頃成立の『和名類聚抄』巻十六における表記としては、「毛知比＝モチイ」とあり、モチイイ（長持ちする飯＝イイ）から簡略されているが、まだモチの読みではない。
『大鏡』（11世紀末成立）では、醍醐天皇（9世紀末から10世紀初め）の皇子が誕生してから50日目のお祝いとして「五十日（いか）のお祝いの餅」を出されたことが記述されている。また「孫の公成に目のない、老いた公季」の条においても「誕生五十日の祝いに、赤子（公成）の口に餅を含ませた」とあり、天皇家や貴族の間では生後50日目に餅の味を覚えさせたことが記録されている。
貴族男性の結婚後は3日連続して妻の家に通い、「三日の餅（みかのもちい）」の儀式を行い、婚儀にも餅が食された。
『吾妻鑑』の建久4年（1193年）5月16日条に「三色餅」の記述がある。それによれば、黒・赤・白の三色の餅とあり、12世紀末において、白色以外の色餅が作られていた事が分かる。左に黒色餅、中に赤色餅、右に白色餅を置き、それぞれ食され、最後に重ねられ、上段に黒色餅、中段に赤色餅、下段に白色餅とあり、それを山の神に供したとある。形状についての記述はないが、長さ8寸（24センチ）、広さ3寸（9センチ）、厚さ1寸（3センチ）とある。鏡餅や菱餅と同様に餅を重ねるという行いは鎌倉時代（中世初期）より確認できる。
民俗学的見地からは、東国では正月行事の中で餅を忌避して食べず、サトイモやヤマイモを食べる習俗の方が重要な意味をもって分布していた。円谷幸吉は遺書の書き出しに「父上様、母上様、三日とろろ美味しうございました」と記したが、「三日とろろ」とは、正月三日の晩に家族一同が揃ってとろろ飯を食べる風習だとされている。この東西の差異は、西が水田稲作に対し、東が焼畑農業による生産圏であり、それと結び付いた行事であるためと捉えられている。したがって近畿圏と比べれば、餅が東国各地の正月行事で用いられ、普及するのは後になる。これはハレの食物としての餅が全国一様に普及するまでには、生産圏の差異から地域差があったことを示す。また餅が普及した後も「餅の四角い東と丸い西」の考察にあるように、東西日本では餅の文化は異なる歴史を歩んできた。

### 材料
日本において伝統的な餅の製法では、原材料としてもち米をそのまま使うが、近代に入ってからは、滑らかさや細粒感を均一にし、焼いた際の膨れ具合や煮た際の溶け具合、伸び具合や粘り具合など主に味わいを向上させるため、いったんもち米を挽き、粉状（もち米粉）に加工してから蒸し煮してつく方法が生まれた。後者の方法で製造された餅は、製造過程で原料をもち米粉に加工する手間が加わることから、同品種のもち米を同量使った製品に比して高価になりやすい。そのため、もち米粉に馬鈴薯等のデンプンを加え、原価を抑えると共に口当たりの良さを維持する製造方法も考案されている。そうした製品は、マッチ箱程度の小さなつき餅1個で飯茶碗1杯分程度のカロリーがあることや、個包装され、保存が利き、煮る、焼く等の調理をせずに、そのままでも柔らかく食べられること、簡単に入手できることなどから、災害時の非常食としても重宝される。

### 形
もち米をついた後に、保存するための形成方法は地方によって異なる。ついた後の餅を板状にした「伸し餅」を切り分けた「切り餅」または「角餅」（かくもち、長方形）が主流の地方と、ついた餅を円盤状に丸めた「丸餅」（まるもち）が主流の地方がある。おおむね、岐阜県の関ヶ原あたりを境として東日本は角餅で、西日本は丸餅であるが、岩手県一関市、高知県（土佐）、鹿児島県（薩摩）などの例外もある。

### 餅つき（餅搗き）

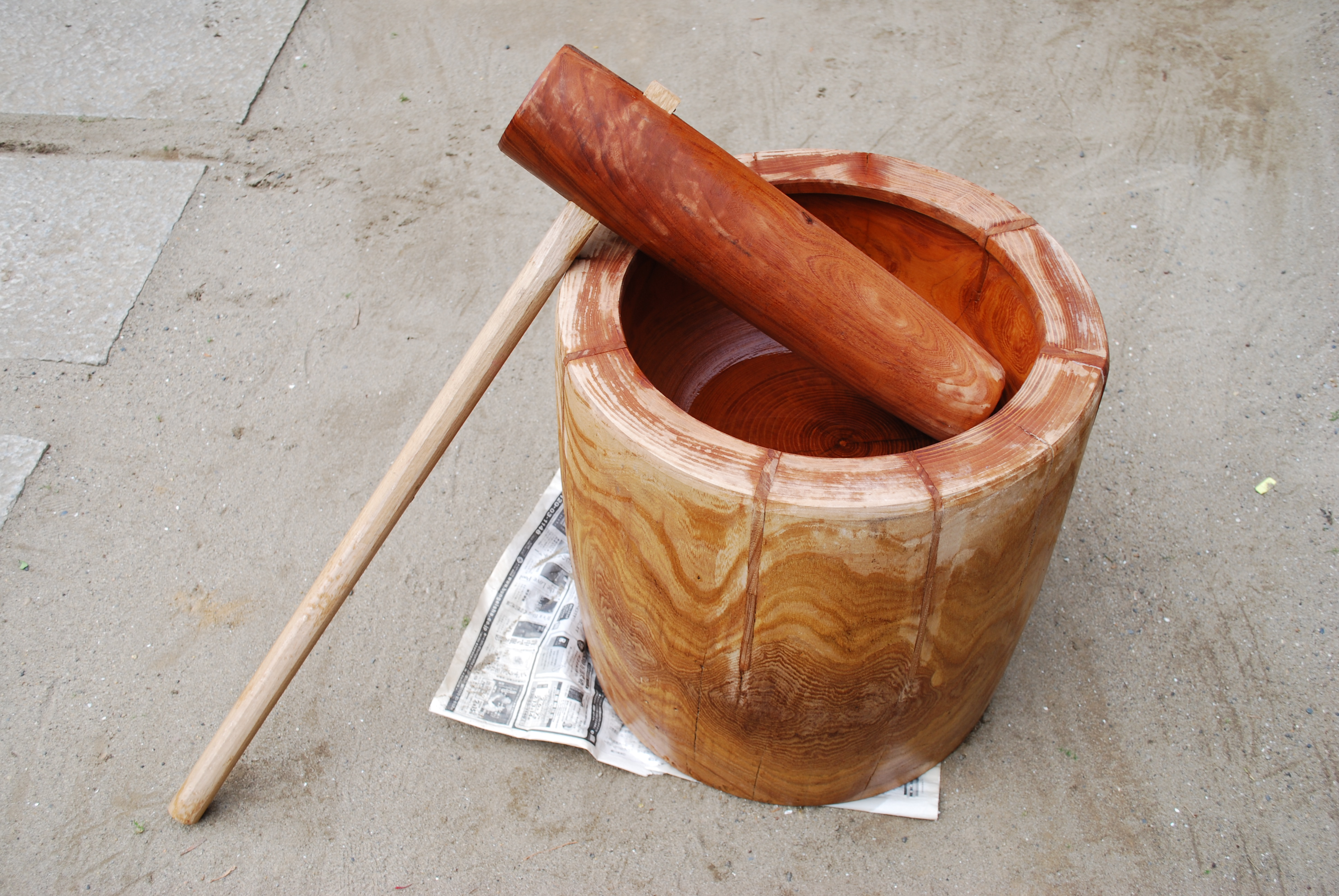
水分を含ませた臼と杵

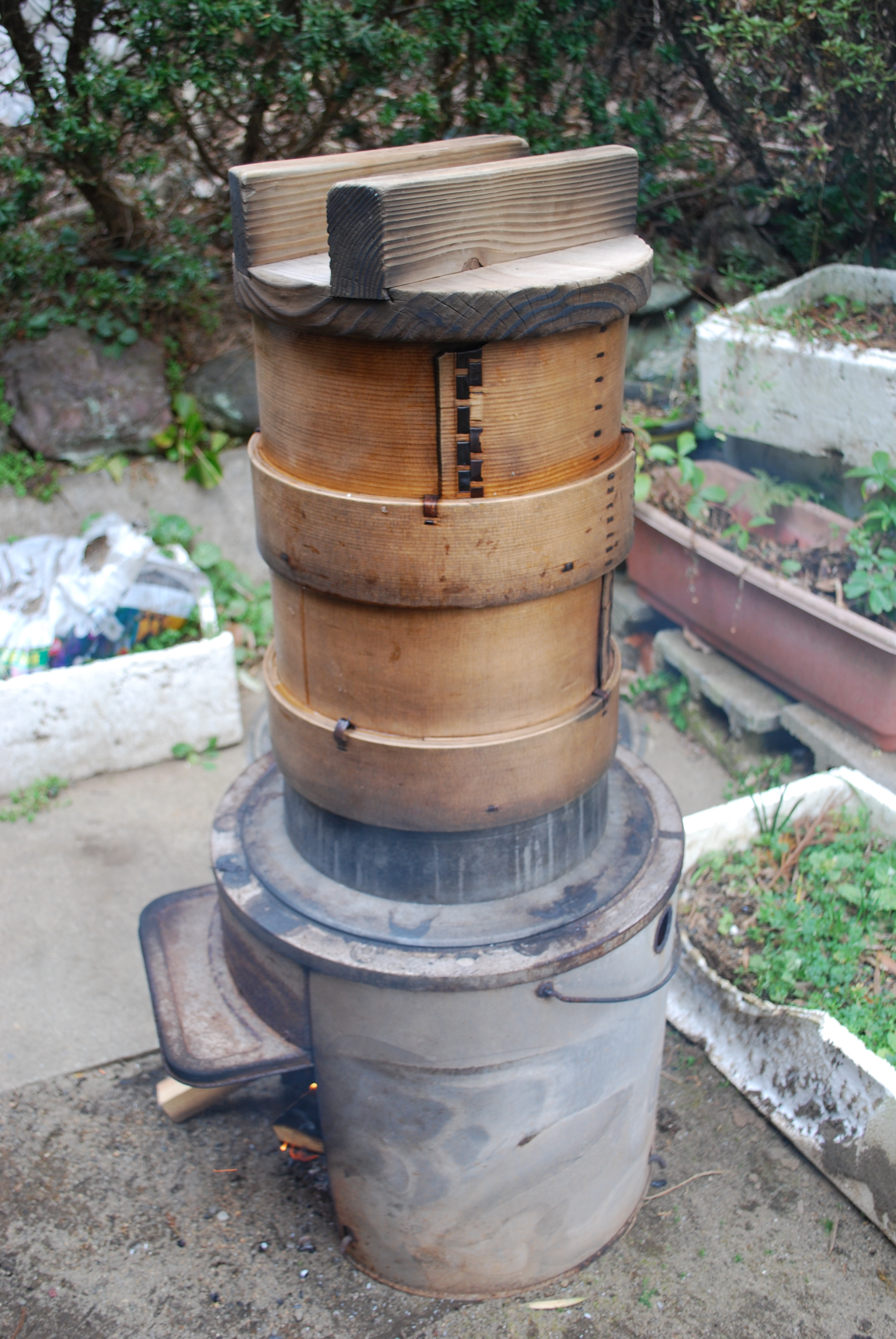
もち米をせいろで蒸す

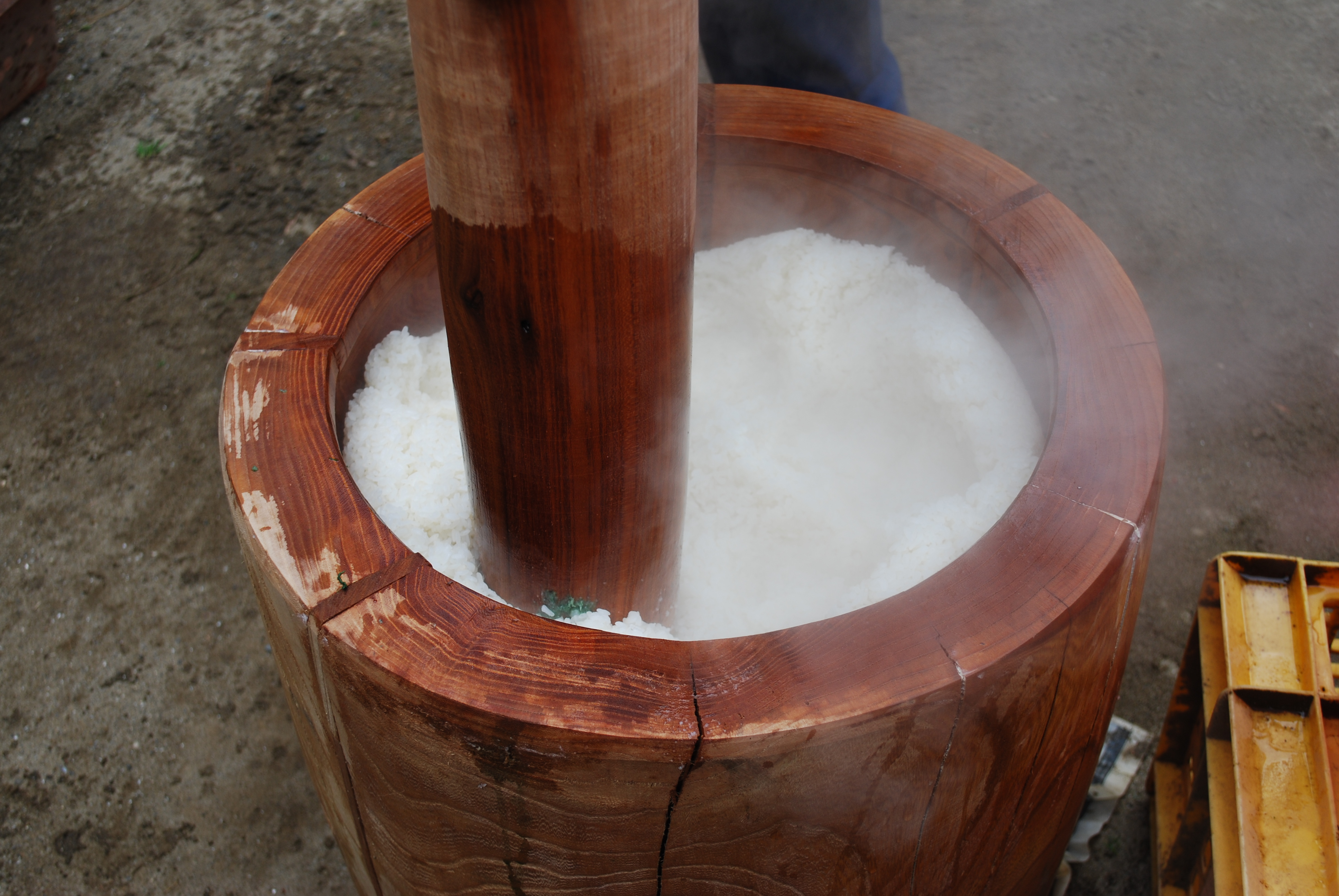
蒸したもち米を臼に入れつき始める

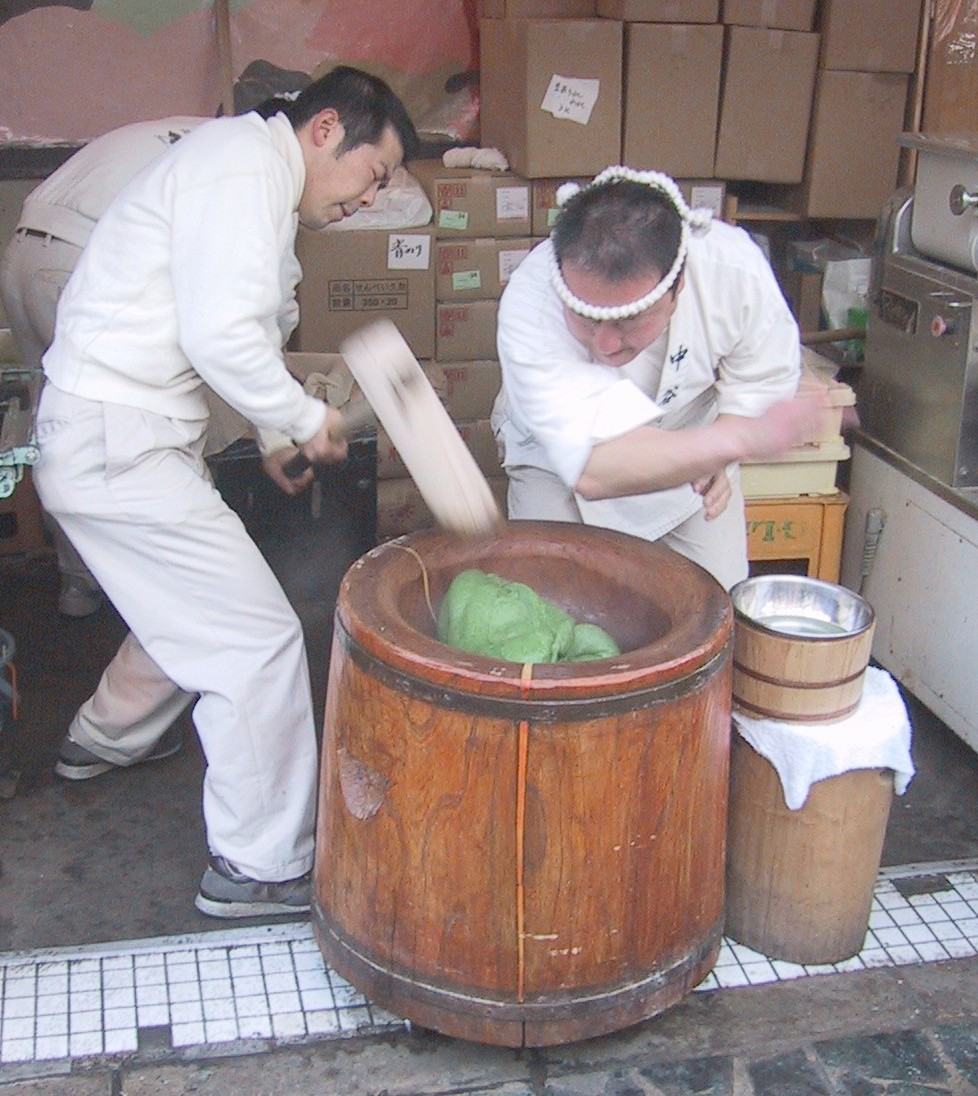
臼と杵を用いて行う餅つき

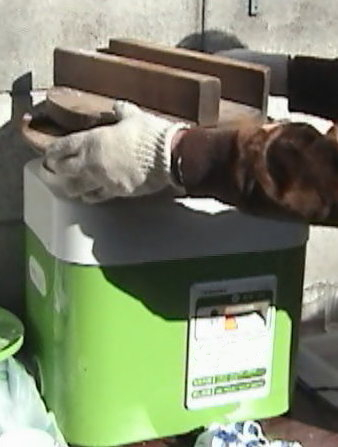
電動餅つき機

搗き餅をつくることを「餅つき」（もちつき）と言う。北陸方言では「餅をかつ」と言う。
もち米を蒸し、臼の中に置き杵で繰り返し叩く。2人1組でおこなわれる（そのうち餅をこねかえす者を「こねどり」という）ことが多いが、2人以上が杵をもち、高速につくこともある（その場合こねどりがいないこともある）。餅つきの様子を表す擬音は「ペッタン」や「ペッタンコ」と表現される。それは童謡『もちつき』（小林純一・作詞、中田喜直・作曲）の歌詞にも採られている。
多くは正月、節句、祝い事などでつく。餅つきはある程度の人数分をまとめてでないと行いづらく、大人数が集まって作ることが多く、年中行事、祭り、神事などの場で行われることが多い。餅は神道や仏教の供物としても用いる（鏡餅、菱餅など）。また町内会や子供会などの行事としても人気があり、歳末の風物詩となっている。
つきたての熱い状態の餅は不定形で粘り気があり、他のものに付きやすい食べ物である。常温になると固まるため、円盤状や球状、板状にして保存する。保存形状により丸餅、伸し餅（のしもち）、切り餅などと呼び分けられる。できたてのものは、きな粉をまぶしたり、醤油などの付け汁に入れたりして、くっつかないようにして食べる。味付けの仕方により、きな粉餅、醤油餅などと呼び分けられる。また様々な材料を混ぜ込むものもあり、よもぎ餅、豆餅、海老餅などと呼び分けられる。保存したものは、焼いたり、煮たり、揚げたりし、再び加熱してから食べる。加熱方法により、焼き餅、揚げ餅などと呼び分けられる。
一般に年末の12月29日は「苦を搗く」という音韻から九日餅（くんちもち）と呼び、年の暮れの数日間のうち、29日だけは餅をついたり購入したりすることを避ける風習がある一方で、二九を「フク（福）」と読んで29日に餅をつく地域もある。
機械化された工場で「餅つき機」を用いて餅を製造する業者が増え、一年を通してスーパーマーケットなどの小売店で餅が流通するようになった。また家庭用の餅つき機も普及しつつあり、餅を日常的に食べる人も増えた。1974年に小型の電動（自動）餅つき機が普及し、一般家庭で古典的な餅つき風景を見ることは少なくなった。電動餅つき機は、大量の餅を作る精米店や餅菓子を販売する和菓子店、高齢化が進んだ農家等で人手が足りず人力による餅つきができなくなってきた場合に多く利用されている。
電動餅つき機は、杵と臼でつく機構の機械は商業用のものに多く、家庭用の小型機は蒸した米をメーカー独自の特殊形状のヘラで練り、十数分でついた餅と同じ状態になる。ヘラで練る方式の機械で作った餅は、杵つき餅と比べて細かい気泡が多く含まれ、雑煮に入れた場合に柔らかくなりすぎたり、伸ばした時の表面の肌目の細かさなどといった食味の違いがあるが、一般には杵と臼でつく餅を比較する機会が少ない理由から、同等の食味を持つものとして扱われている。
餅つきに用いる臼の大きさは、直径を尺貫法の寸で表す。

#### 餅のつき方
1. 餅つきをする前に、杵の頭が欠けたり木片が餅に入るのを防ぐため、水を張った桶（おけ）の中に杵の頭を漬けて水分を含ませておく。木臼の場合はよく洗い、臼に水を張って水分を含ませておく。乾いた状態のまま杵でつくと臼が割れる場合がある。木臼や石臼を設置する際には杵でつく作業が行いやすいように高さを調整し、高く調整する必要がある場合には専用の木台などを用いて調整しておく。
2. もち米は水洗いし、6 - 8時間程度水に浸し、ザルに開けて水切りをする。
3. 蒸し器の蒸篭（せいろ）に清潔なサラシやサラシより粗めの蒸し布を敷き、水切りしたもち米を開けて蒸し布でくるんだ後に蒸す。炊けた状態は「蟹の穴」と呼ばれる孔が表面に見えるか、箸を挿してもち米が付着しなければよいが、米の芯が残っていない赤飯程度の固さに炊けていればよい。蒸し器がない場合は炊飯器で「もち米」を選択して炊く。
4. 炊けたもち米は、蒸し布に包んだまま臼の中にあけ、臼の外周に沿って杵の柄を腰に当てるか沿わせて体重をかけ、もち米を臼に圧し付ける。ヘラやしゃもじを用いて裏返し、まんべんなく手早く粘りを出すようにする。
5. ヘラやしゃもじで持ち上げたとき、もち米全体が一体になる程度に粘りが出始め、米の形が識別できるものと餅状になったものが混ざった状態になり、杵でついたときに蒸した米が飛散しない程度になったら、つき始めの目安とする。
6. 杵でつき始めると、粘りが増すごとに杵と餅がくっつくため、手水（てみず）をする。手水とはあらかじめ桶に水を入れておき、手を水で濡らし餅の表面に水分を与えることである。蒸して数分しか経過していないため、表面は炊きたてのご飯と同じで相当に熱く、餅の表面を濡れた手のひらで叩く程度で良い。手水が多すぎると、餅をついている最中は柔らかいが、後で延ばしたり成形するときに固くなりやすく、保存中にカビが生えやすくなる。
7. つき終わった餅は、餅取り粉をまぶした板の上に置き、好みの形状に成形する。切餅であれば一定の大きさの伸し餅とした上で乾燥後に切り分け、丸餅であればつきたての餅を丸く成形した上で乾燥させる。
8. 餅つきが終わった後の杵と臼はよく洗い、たわし等で表面の餅を必ず取り去る。

#### 道具・機器
- 杵
- 臼（搗き臼）

臼には搗き臼（つきうす）と碾き臼（ひきうす）があるが、餅つきに用いるのは搗き臼である。木製のものと石製のものがある。
- 電動餅つき機

蒸したもち米を投入してつく工程のみを行う機器や、もち米を投入して蒸す工程からつく工程まで一連して行うことが可能な機器などがある。
- 餅切り器
  - 切餅用

伸し餅をてこの原理を用いて切り切餅を作るための機器。のし餅切り器。押し切り。なお、かき餅用の餅切り器もある。
  - 丸餅用

つきたての餅を投入してハンドルを回して切りながら丸餅を作る機器。製餅機。
  - 餅切り包丁
- 餅のし板

伸し餅を作る際に用いられる縦長の薄い容器。
- 餅取り盆（餅取り器）

餅を小さく分けていく際に用いられる皿。

## 練り餅
餅は中国、朝鮮、東南アジアなどに多くの種類がある。古くは主に小麦を粉にして平たく固めてから加熱した粉食のことを指していたが、米、大麦、粟、トウモロコシなど他の食材を用いた粉食のことをも含めるようになった。中華料理由来の月餅や饅頭は、小麦粉から作った「餅」が発達・改良されてきたものであり、「麺」もその派生であるといわれている。日本においても、台湾料理の「大根餅」（米粉などの澱粉質の粉を配合するが米を使用しないものもある）や和菓子の「そば餅」、北海道の「いも餅」「カボチャ餅」など米を主原料としないものを「餅」と呼んでいる例がある。
ここでいう練り餅は、主にもち米を粉にしてから湯を加えて練る方法で作るものを指し、餅=搗き餅とする日本では一般に団子と呼ばれる。しかし中国文化の影響があり、また気候や流通の関係でもち米の入手が困難であった沖縄県のみは例外的に餅=練り餅で、日本本土のような搗き餅の文化は一切存在しない。
練り餅の例としては、沖縄のカーサムーチーやウチャヌク、フチャギ、ナントゥーなど各種の餅類、日本の羽二重餅や乳団子などの求肥餅や白玉やちまき（菓子）、中国の水磨年糕（シュイモーニエンガオ shuǐmó niángāo）（zh）、韓国のトック（떡）などが挙げられる。

## 主な餅の種類
通常、餅の原料にはもち米が用いられるが、うるち米などが用いられることもある。もち米にうるち米を混ぜてついた餅を強餅（こわもち）という。リンク先に記事があるものはそちらの項目も参照のこと。

### 基本となるもち米をついて作る餅
丸餅
ついた餅を丸く成形したもの。大きさや厚みによってそのまま食べたり、板状に切断して食べる。
鏡餅は、お供えとして大小の丸餅を二段に置いたもの。
のし餅（延し餅・伸し餅）、角餅（切り餅）
ついた餅を1.5cm前後の厚さに延ばして板状にした餅を「のし餅」と言う。好みの大きさに切って食べる。角餅と呼ばれるのは、のし餅を切ったものを言う（切り餅とも）。
なまこ餅
ついた餅をナマコ状の半楕円形に伸ばした餅。包丁等で適当な厚さに切って食べる。焼いたり、油で揚げて食べる。関西では、ねこ餅とも言う。
あぶり餅
竹串にさして炭火であぶった餅。
鳥の子餅
鳥の子供の姿に似せてずん胴のヒョウタン型に成形した餅。子供の一生になぞらえて一升餅で作る。餅を二分して食紅（しょくべに）で赤く着色したものを紅白餅として祝う風習があるが、一生を二分するのは不遜として紅白に分けない場合もある。

### もち米をついて作る餅とその餅を利用した料理
赤福餅、御福餅、川渡餅、あんころ餅、ぼたもち
小豆で包んだ餅。
あん餅、大福
中にあんこが入った餅。
磯辺餅（いそべもち）
切り餅を焼き、熱いうちに醤油を付けて海苔を巻いたもの。
きなこ餅
焼いた餅、煮た餅、もしくは蒸した餅に大豆を臼で引いて粉状にしたきな粉に砂糖を若干加えたものをまぶして（混ぜて）食べる。
納豆餅
納豆をからませたもの。あるいは、納豆を餅でくるんだもの。
草餅
ヨモギなどと共についた餅。もち粉やうるち米を用いたものや、小豆餡を包んだものも草餅と呼ばれる。
揚げ餅

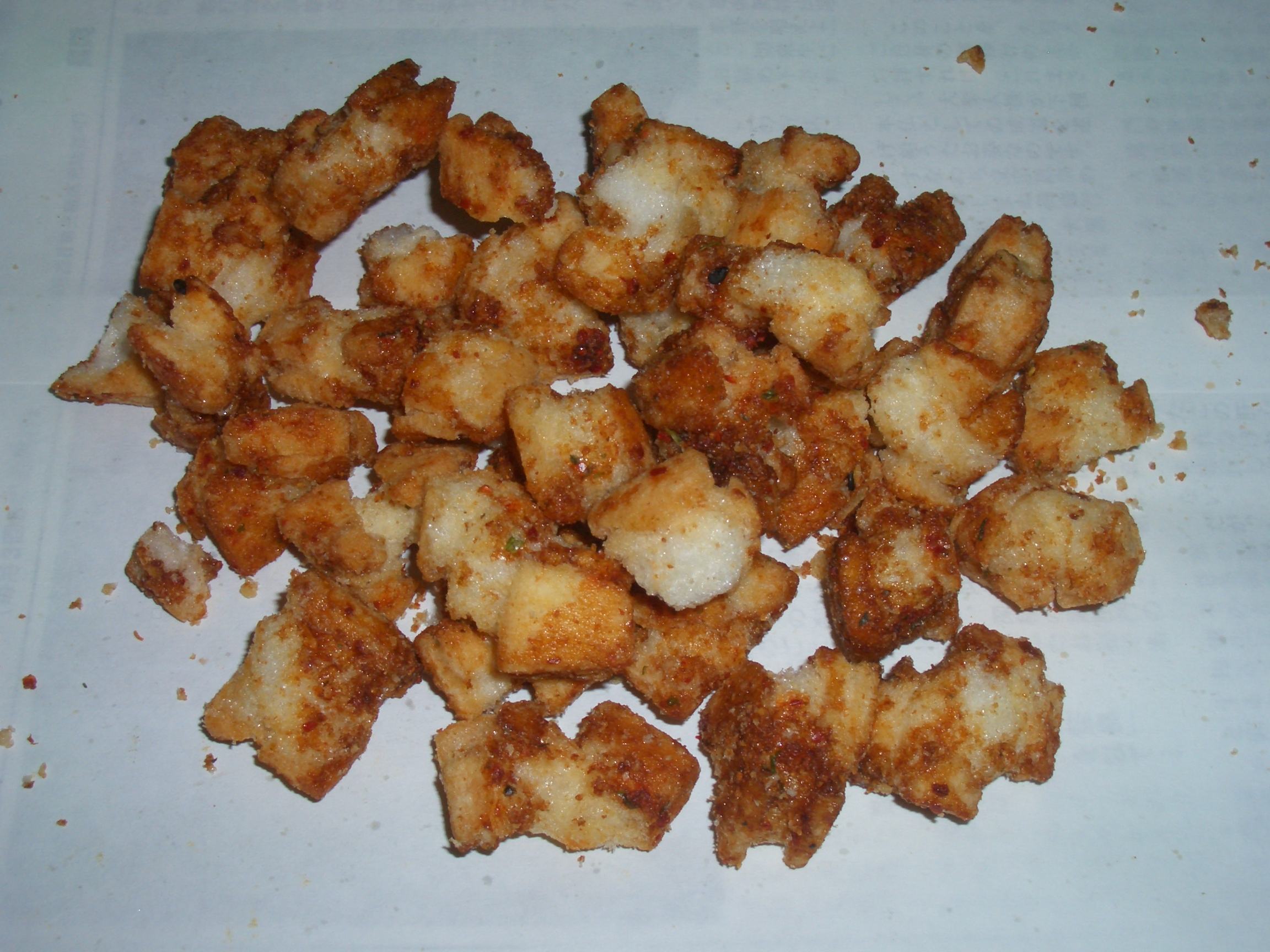
七味味の揚げ餅

餅を 1cm 内外のサイコロ状に切断、または前記の鏡餅で砕いた破片等を油で揚げた餅。揚げた後に醤油・薬味などをまぶして食べる。
飴餅
餅を水飴でくるんだもの。江戸時代に佐夜の中山で売られた。
宮城県北部では正月に食べる習慣がある。
えび餅
炒ったヌマエビを餅に絡めたもの。
旧仙台藩領内の北部（宮城県北部から岩手県南部）の郷土料理であり、見た目が紅白になることから祝いの席で出される。
かき餅（かきもち、欠餅）
「おかき」。餅を薄く切断したものを天日で乾燥させ、焼いたもの。醤油等を塗る場合もある。古来は刃物を使わず槌や手で餅を欠いた。
柿餅
干し柿をもち米とともにつき、餅にしたもの。
中国では円形に縦から潰した干し柿自体を柿餅と称している。
豆餅
黒豆などを混ぜ込んだ餅。
からみ餅
大根おろしにからませて食べる。
かんころ餅
さつまいもを輪切りにして湯がいて天日で干した物と、もち米を一緒に蒸して、混ぜてついた黄色の餅（甘古呂餅）。
巾着餅
油揚げの中に餅を入れたもの。おでん種として用いられる。
くるみ餅
餡の材料がクルミであるものと、大豆や枝豆であるものに大別される。餡をからめる点は同じだが、後者は包み（くるみ）が語源である。
凍り餅・氷餅・凍み餅
凍らせた餅。
笹餅
笹の葉で巻いた餅
酢餅
大根おろしとカボスまたは柚の果汁（ポン酢）にからませて食べる。一味唐辛子をかける人もいる。主に福岡県・大分県で食べられる。
ずんだ餅
ゆでた枝豆をすり鉢等を用いて潰したものにからめて食べる。
栃餅
栃の実を混ぜてついた茶色の餅。
菱餅
雛祭りの際に雛壇に飾る菱形の餅。
へぎ餅（おへぎ、方餅）
餅を薄く刃物で切断したものを天日で乾燥させ、焼いたもの。油で揚げる場合もある。現在はかき餅と混同されている事がある。
水餅
水に漬けて貯える餅。
バター餅
バターや砂糖などを練りこんだ餅で、秋田県の郷土料理。

### もち米の粉を練って作るもの
椿餅
もち米を蒸してから乾燥し、軽く砕いた道明寺粉で作る餡入りの餅で、椿の葉ではさむ。
桜餅（道明寺）
もち米を蒸してから乾燥し、軽く砕いた道明寺粉で作る餡入りの餅で、塩漬けした桜の葉で包む。
信玄餅
求肥にきな粉と砂糖をまぶしたもの。黒蜜のたれをかける。
羽二重餅、乳団子、走井餅
もち粉に砂糖や水飴を加えて練った柔らかい餅。
亥の子餅
亥の子に際して作られる餅菓子。様々な材料で作るが、求肥が多い。餅の場合もある。
芥子餅（けしもち）
求肥で餡をくるみ芥子の実をまぶしたもの。
肉桂餅（にっきもち）
シナモン（ニッキ）を練り込んだ求肥で餡をくるんだもの。
ムーチー（鬼餅）
水で練ったもち粉を月桃（さんにん）の葉で包んで蒸した沖縄の餅。
花びら餅・御焼餅（おやきかちん）
ゴボウを薄くのばした餅で包んだもの。
日本のちまき
笹の葉で巻かれた餅。これに対して中国のちまきは、おこわの一種である。
トック
韓国の餅の一種。もち粉を練って、押し出し方式で作る。
煎餅（せんべい、いりもち）
練って作った餅を薄く成形して天日で乾燥させ、焼いて醤油等を塗ったもの。
白玉
ふところ餅
草粿（チャウコエ）
台湾の草餅。「草仔粿」（チャウアコエ）ともいう。カメの形に作る「烏草龜粿」（オーチャウクイコエ）もある。客家の「艾粄」も同様。
炸麻糬（チャーモワチー）
台湾の揚げ餅。
紅龜粿（アンクイコエ）
台湾の赤く染めてカメに似た形に作るもの。

### うるち米を使うもの
五平餅（五兵衛餅、御幣餅、吾平餅）
うるち米の餅を板に付け火であぶり、味噌を塗ったもの。
月見団子
ピンポン玉程度の大きさの丸餅をピラミッド状の三角錐に積み、月に供えてから食べる。地域により形状などに違いがある。
串団子
一口で食べられる大きさの団子状に成形した丸餅数個を串に刺したものを食べる。生のまま、または焼いたものに醤油・砂糖・片栗粉で作った甘辛いタレをからめたみたらし団子（御手洗串団子）や小豆・枝豆などのつぶ餡やこし餡を付けて食べる。醤油を塗って焼いた串団子に海苔を巻いたものを磯辺団子という。
牛蒡餅
うるち米の餅と黒砂糖などを混ぜてケシの実をまぶした餅。
柏餅
柏の葉で包んだ餅。小豆こしあん、味噌あんなどを包む。柏の自生が少ない近畿圏以西ではサルトリイバラの葉が用いられることが多い。
鶴の子餅
鳥の子餅とほぼ同じ形状で縁起の良い鶴の卵を象ったもの。紅白の色をしている。すあまで作るものを鶴の子餅と称することが多い。
うる餅、あらかね餅、ぼろ餅、おふく、こごめ餅、たがね餅、ごんだ餅、どや餅
もち米にうるち米を混ぜてついた餅。地方により様々な名称で呼ばれ、味や形も様々である。
小米餅
もち米にうるち米を混ぜてつき、米粒を残したもの。
やしょうま
信州（長野県）のカラフルな米粉餅である。名前の起源については釈迦弟子のヤショを偲ぶ、釈迦の奥様ヤソダラ姫に因む、あるいは痩せ馬の姿に似ているからなど複数の説がある。

### デンプンを用いるもの
葛餅
クズのデンプンや、代用品としてのジャガイモデンプンなどを用いる。
わらびもち
ワラビのデンプンを用いる。
蘇鉄餅
ソテツのデンプンを用いる。

### 小麦粉を用いるもの
焼皮桜餅（長命寺）
小麦粉に寒梅粉（もち米の加工品）を加えて、鉄板で焼いた皮（煎餅の一種）で餡をはさみ、塩漬けした桜の葉で包む。
月餅
中国の中秋節のお菓子。皮は小麦粉。
くず餅（久寿餅）
小麦粉の澱粉質を乳酸発酵した物を蒸し上げて作る。主に関東地方で食べられている。関西の葛餅は葛粉から作る。

### その他の材料のもの
雪餅
つくね芋でつくった白いきんとん。冬の和菓子。また、もろこし粉入りの餅生地でこし餡を包み、もち粉をまぶしたものをもいう。
藁餅
藁を水洗いした後乾燥させ臼引きして粉状にし、米粉や小麦粉やくず粉やわらび粉などでんぷん質を持つ粉と水を加え練り混ぜて蒸したもの。元々は飢饉時の代用餅の一種。
粟餅
粟をついて作ったもの。
大根餅
すりおろしたダイコンに小麦粉や片栗粉を混ぜて焼いたもの。ただし米粉を配合する場合もある。
麩餅
生の麩を使って作ったもの。
高麗餅（これもち）
小豆の練餡をそぼろ状にして固めて蒸したもの。九州の郷土菓子。また、求肥餅を餡で包んだものをもいう（松本幸四郎（8代目）が名付けた）。
水信玄餅（みずしんげんもち）
寒天を滴状にしたもの。
煎粉餅（いこもち）
糯米(もちごめ)粉、米粉を煎り沸騰した蜜の中に入れ、枠に流し固めた餅。「もしこ」とも呼ぶ九州の郷土菓子。。

## 主なつき餅料理

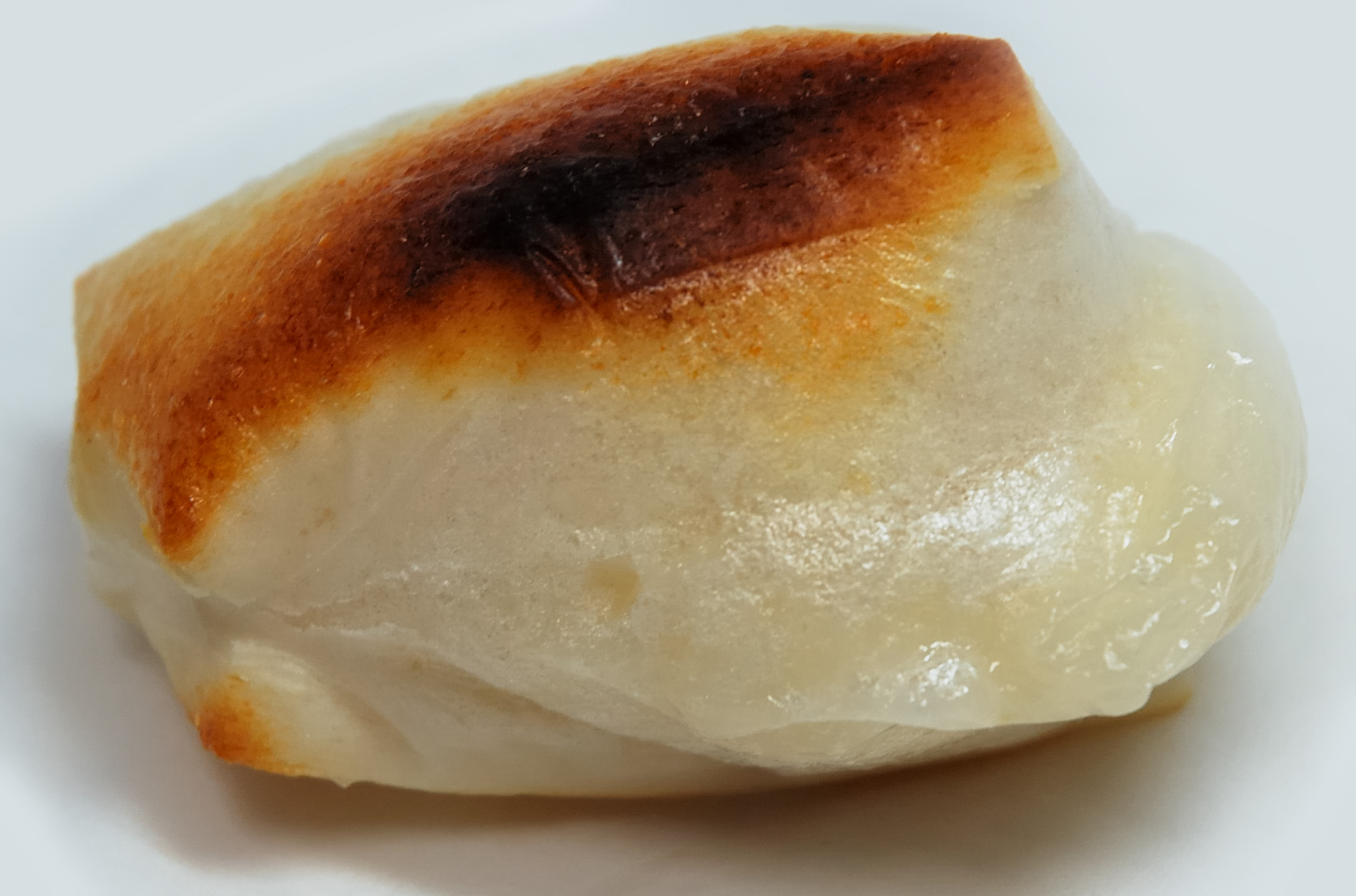
焼き餅
雑煮
汁粉・おしるこ
小豆を煮た汁の中に餅を入れたもの。前記の鏡開きのときに食べる。
大福餅・餡餅（あん餅）
餅の中に具として餡を入れて包んだもの。餅をつく時に豆を入れたものは豆大福餅と呼ぶ。餅が柔らかいうちはそのまま、固くなった場合は焼いたり油で揚げて食べる。
啜り餅（すすりもち）
水気を多く入れて柔らかくついた餅を、水を張ったたらい等に入れて、手で細長くひも状にしてすすりながら食べる。慣れないと危険。
山形県河北町溝延地区では納豆餅を大根おろしの汁に浸けて飲み込む「餅飲み」と呼ばれる食文化がある。
小袖餅・宇土餅
ともに熊本県宇土市の和菓子。餡を包んだ柔らかい餅。日持ちはしない。
炒年糕
上海料理
凍み餅
高野豆腐のように寒中に干した餅。草餅が使われることが多く色は緑色。保存食やみやげ物として使われる。

### からめるもの
調味料類
砂糖醤油、しょうが醤油、バター（マーガリン）、抹茶
野菜（植物）類
大根おろし、納豆、きな粉、ずんだ、ゴマ、エゴマ、クルミ、小豆餡

### つき込むもの
豆類
大豆、ゴマ
エビ
植物の葉など
ヨモギ、ゴボウの葉

### 非常食
- 砂糖を加えてついた餅
  - 寒中でもすっかり硬くはならないので、昔は猟師や登山者の食料として重宝された。
- 乾燥餅
  - 現代において、冷たい水でも簡単に柔らかく戻るように加工された餅。長期保存可能なレトルト食品として販売されている。

### 食べない餅
花餅
枝に餅を刺した、岐阜県高山などの正月飾り。

## 窒息事故

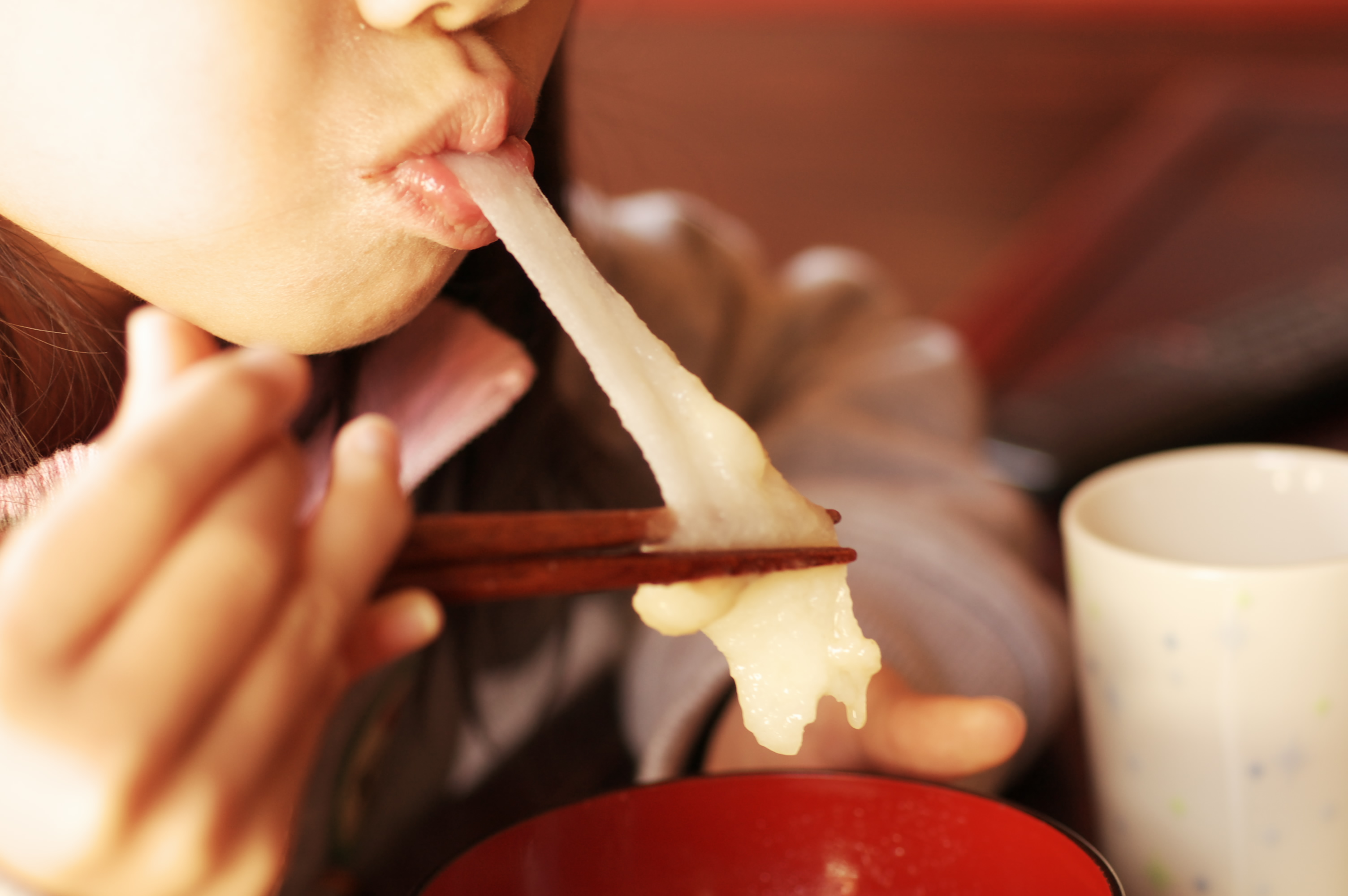
餅の粘りは強い

粘着力・付着力が高く、噛み切りにくい餅は、飲み込む力の低下した高齢者などにとって極めて危険性が高い食物である。
餅が気道に詰まることによる窒息死で、毎年多数の死者を出している。年間の詳しい死者数は不明であるが、厚生労働省の調査では、2006年中に食品を原因とする窒息で救命救急センターなどに搬送された事例は、把握できた計803件のうち、餅は168件に上った。また、1996年1月の1ヵ月間だけで208人が死んでいるという説もある。内閣府の食品安全委員会による調査によれば、餅を1億人が口に入れたと仮定した場合に最大7.6人の頻度で窒息による死亡事故が発生するリスクがあるとされ、これはワースト2位以下の飴（2.7人）やこんにゃくゼリー（0.33人）の死亡リスクを大きく上回る。餅は摂氏50-60度では柔らかいが、体温に近い40度になると硬くなって付着性も増加するため、窒息の要因になると推察されている。
ただし日本においては、伝統食である餅が窒息リスクのある危険な食べ物であることは常識として広く周知されていることから、餅による窒息事故は消費者の自己責任であると捉えられており、流通を規制したり、ことさら危険性を啓蒙したりするような動きはなく、こんにゃくゼリーに課せられるような警告文の表示義務もない。消費者庁もこんにゃくゼリーのように規制の動きを強めることはなく、注意喚起を促すPDFファイルを配布する程度にとどまっている。
正月三が日においては、必ず餅による窒息を原因とした救急車の出動があるといわれており、消防機関では注意を呼び掛けている。当該事故を減らすためには、「自分は大丈夫」といった油断を避けて、餅は小さく少量に分け、口の中を水分で十分に湿らせるようにし、かつ喋りながら食べないようにする。喉に詰まらせた餅を掃除機で吸い出すという方法もあるが、喉や気管を痛める場合もあり安全な方法ではない。もし詰まった場合には直ちに救急隊を呼ぶことが肝要である。到着までの応急処置としてはハイムリック法（腹部突上げ法）および、「背部叩打法」が有効である。
窒息予防のためには、水分を含みながら一緒によく咀嚼することで、これによりでんぷん中のアミロペクチンが水分によって粘性を抑えられ、また咀嚼することで分子が分離しアミラーゼによる糖化で分断しやすくなる。高齢者に事故が多発するのは、加齢により唾液の分泌が減少することと、顎が疲れるため餅塊を分離しないで嚥下することがあるためである。また焼かずに湯に漬ける、電子レンジで短めに加熱するなど、柔らかくしすぎず箸が刺さる程度の固めに加熱し、アミロペクチンが糊化しきらないレジスタントスターチが多い半生状態にすることで、粘着性は抑えられ咀嚼も促されて噛み切りやすくなる。またこの場合は、レジスタントスターチの作用により腸からの吸収が抑えられて低GI値になるため糖尿病・肥満予防にもなり、便のかさも増すので便秘の解消にもなる。さらに咀嚼による適度な硬さのため歯根膜への刺激が促されて歯根や脳の血行が良くなり認知症・脳血栓予防や歯周病予防にもなる。
調理法としては磯辺焼きやもち巾着のように別の食品で包むことで必要な咬合力の強度を増させ咀嚼を促す、小さくのどが詰まらない程度に小分けにする、汁物に完全に溶かし、でんぷんの粥になるまで煮込む、あるいはひっつみやほうとうワンタンや水餃子の様に、食感が似て粘度がない小麦製品や塊状の麺で代用する、などがある。
奇薬（民間薬）として、餅を詰まらせた場合に、鶏の鶏冠の血を飲ませるという民間療法があるが、生食なのでカンピロバクターなどの感染症や鶏アデノウイルスによる急性肝炎に罹患する可能性があり危険である。また咽て吐き出しでもしない限りまったく効果が認められないので適切な窒息状況の処置が必要である。
なお、もち米に普通の米（うるち米）を5：5に配合することにより粘度を下げた餅は各地にある（上記の「あらかね餅」を参照）。

## 日本における習俗
日本においては、古来より神への供物（御饌の『粢(しとぎ)』：はんごろしやきりたんぽ等と同様米粒をつぶした供物から発展した）として祭りや慶事の際に用いられ、江戸時代には婚礼、小正月、節句、不祝儀、建築儀礼（棟上げ）に供え、贈答用として利用された。

### 餅に関する慣用表現

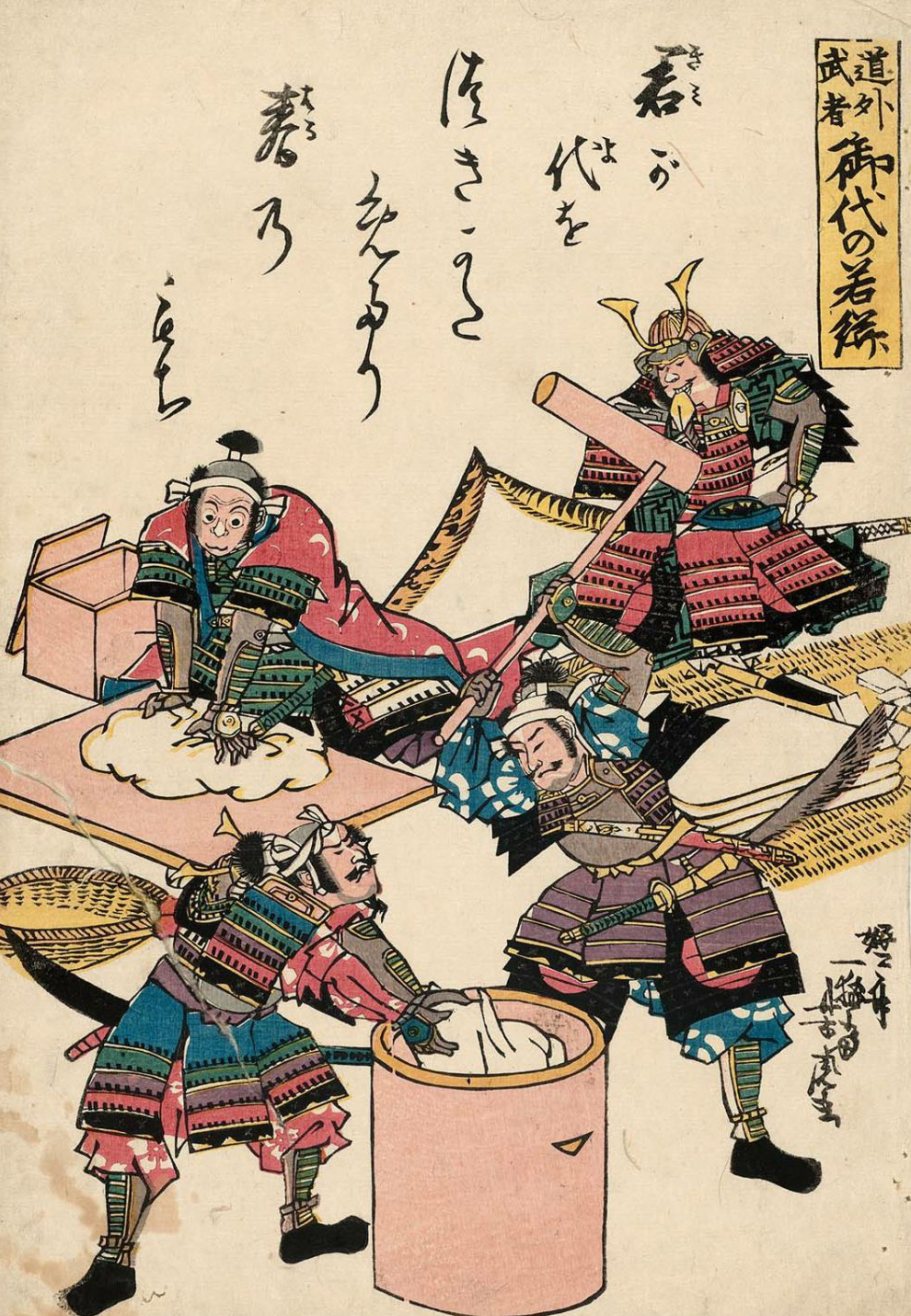
君が代を つきかためたり 春のもち
『道外武者 御代の若餅』(歌川芳虎作)
杵を持つのが織田信長、餅をこねるのが明智光秀、伸しているのが羽柴秀吉、食べている大将が徳川家康を表す寓意。

諺
餅は餅屋
何事も専門家がおり、素人は到底かなわない。
絵に描いた餅（画餅（がへい・がべい））、畫餅充饑
餅の絵はどれほど巧みに描かれていても食べられないことから、実現性・実用性のない計画のこと。
棚から牡丹餅
思いがけない幸運。「棚ぼた」とも略される。
泣く子は餅を一つ余計もらえる
朝鮮の諺。正確には「泣く子にはひとつ余分に餅を与える」。韓国や韓国人の気質を揶揄する場合によく引用されるが、本来は「泣く子と地頭には勝てぬ」と同じで、道理の通じない相手には黙って従うしかないという意味の言葉である。
格言
魚は大名に焼かせよ、餅は乞食に焼かせよ
鷹揚な大名は常にどっしりと構えており、十二分に火が通るまで焼いている食材を裏返さない。一方、常に腹を空かせている乞食は早く食べたいがために早く火が通るように頻繁に食材を裏返す。
魚はしっかり火が通るまでじっくりと焼いてから裏返すと皮が破れず、見栄えよく焼くことができる。餅は頻繁にひっくり返して焼くと焦げ付かせずにきれいに焼くことができる。
転じて、仕事には適任者を充てよという意味でも使われる。
故事
織田がつき 羽柴がこねし 天下餅 座りしままに 食ふは徳川
織豊時代から江戸幕府成立への政権（天下人）の移り変わりを餅つきに喩えた狂歌。
餅は冷えてから買え
井原西鶴『日本永代蔵』より。搗きたての餅は水分を多く含み、冷えて固まると重量が減るので、搗きたてを買うと損をする。吝嗇のたとえ。
比喩
餅の形状、性質を「もちもち」「もっちり」等の擬態語で表現することがあり、餅以外の物にも使うことがある。用例：「もちもちとした食感」等。
家紋・旗指物
黒地に白丸、または白地に黒丸の家紋を「餅紋」という。白丸は「白餅（しろもち）」、黒丸は「黒餅（こくもち）」と呼ばれ、それぞれ「城持ち」「石持ち」に通じ、縁起が良いとされている。